# 埃爾德雷德鎮區 (北達科他州卡斯縣)
埃爾德雷德鎮區（英語：Eldred Township）是位於美國北達科他州卡斯縣的一個鎮區。

## 地方資料
埃爾德雷德鎮區的面積為91.79平方千米，當中陸地面積為91.41平方千米，而水域面積為0.38平方千米。根據2020年美國人口普查的數據，當地共有人口91人，而人口密度為每平方千米0.99人。